# 約克郡銀行
約克郡銀行（Yorkshire Bank）是克萊茲戴爾銀行在英格蘭的銀行部門，由CYBG公司所有。約克郡銀行主要營業範圍是北英格蘭，特別是約克郡。約克郡銀行創建於1859年5月1日。2016年，克萊茲戴爾銀行成立控股公司CYBG公司並在倫敦證券交易所上市。

## 外部連結
- 官方网站